# Villu Tamme

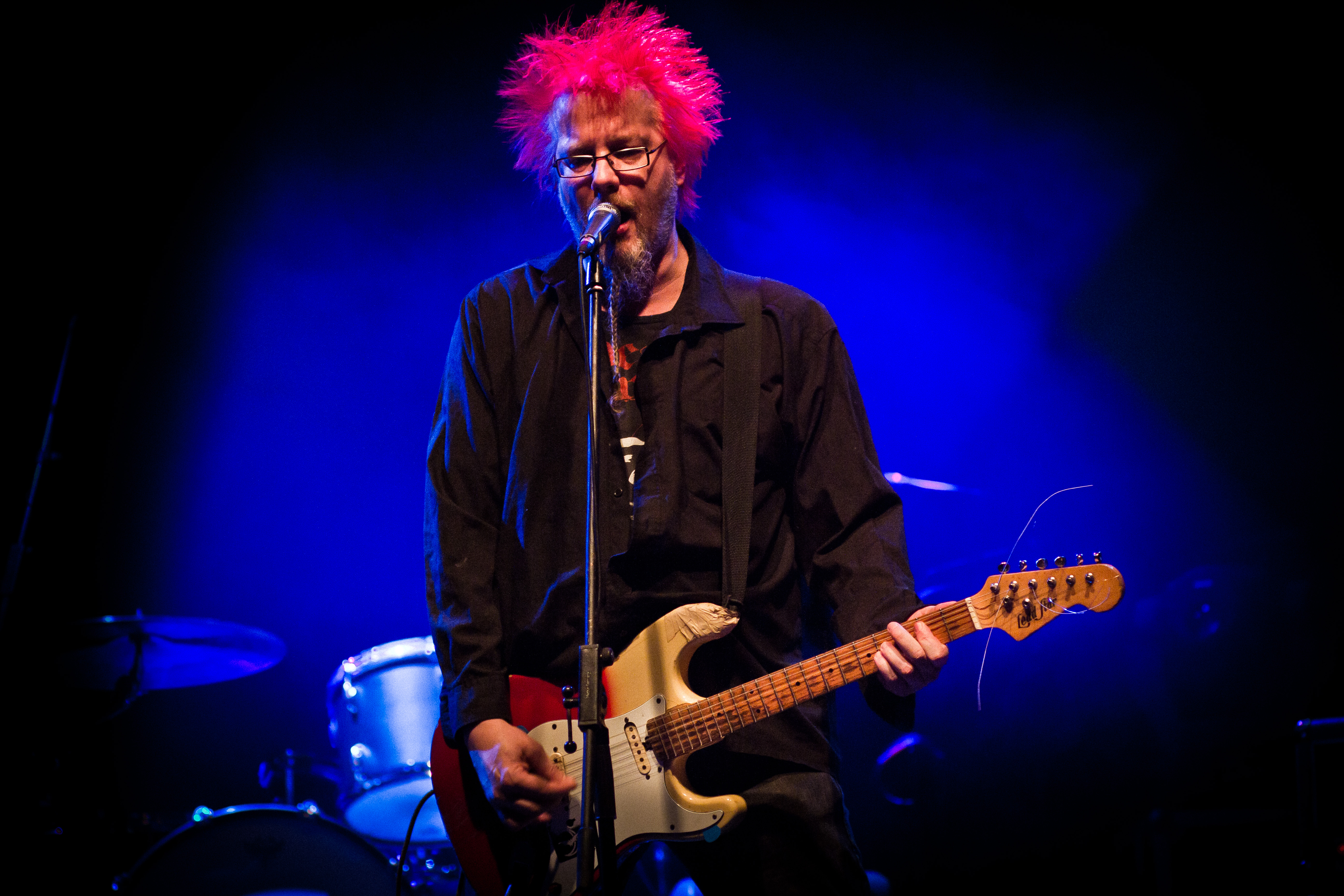
Villu Tamme 2011

Villu Tamme (* 2. November 1963 in Tallinn) ist ein estnischer Punk-Musiker und Dichter.

## Leben und Werk
Tamme machte 1981 in Tallinn Abitur und machte danach eine Ausbildung zum Elektriker, die er 1985 abschloss. Seit 1982 trat er bei der estnischen Punkband Velikije Luki auf, 1986 gründete er die heute bekannteste estnische Punkband J.M.K.E., der er federführend als Gitarrist und Sänger seinen Stempel aufdrückt. J.M.K.E. war 1989 die erste estnische Band, die einen ausländischen Plattenvertrag abschließen konnte. Stupido Records in Finnland veröffentlichte die Single Tere, perestroika (Hallo, Perestroika) auf dem Höhepunkt der Singenden Revolution. Später folgte auch ein Plattenvertrag bei TUG Records in Deutschland, wo die Band als „Aushängeschild der estnischen Rock-Szene“ angesehen wurde. Innerhalb Estlands hat Tamme zeitweise mit Tõnu Trubetsky zusammengearbeitet und ist mit ihm gemeinsam aufgetreten.
Zum Broterwerb hat Tamme in verschiedenen Berufen gearbeitet – als Heizer, Tischler und Dekorateur, aber auch bei Rundfunk und Fernsehen.
Tamme hat zwei Gedichtsammlungen veröffentlicht, die größtenteils aus den Liedtexten seiner Band bestehen. Die Kritik zog mehrfach Parallelen zu Contra, besonders hervorgehoben wurden auch die Neologismen des Autors, der damit in einer Tradition von Johannes Aavik und Ado Grenzstein stünde.

## Auszeichnungen
- 2014 Orden des weißen Sterns, V. Klasse

## Bibliografie
- Tuvi oli tihane. Luuletekste 'Velikije Luki' ja 'J.M.K.E.' repertuaarist ('Die Taube war eine Meise. Gedichttexte aus dem Repertoire von Velikije Luki und J.M.K.E.). Tallinn: Tiritamm 1992. 79 S.
- Sorlimeki Plät ([Eigenname][6]). Tartu: Eesti Kostabi Seltsi Kaasaegse Kirjanduse Keskus 1998. 46 S.